# Heeresgruppe Süd
Heeresgruppe Süd ('Legergroep Zuid') was een legergroep van het Duitse leger tijdens de Tweede Wereldoorlog. Deze Heeresgruppe is tijdens de Tweede Wereldoorlog diverse keren her- en benoemd. De eerste benoeming van deze legergroep was op 24 augustus 1939 en de laatste hernoeming vond plaats in april-mei 1945.

## Geschiedenis

### 24 augustus 1939 - 26 oktober 1939
Heeresgruppe Süd werd op 24 augustus 1939 opgericht ten behoeve van de Poolse Veldtocht onder leiding van Generalfeldmarschall Gerd von Rundstedt. Na de Poolse Veldtocht werd Heeresgruppe Süd naar het westen verplaatst, waar het op 26 oktober 1939 werd hernoemd in Heeresgruppe A.

### 22 juni 1941 - 9 juli 1942
Na herbenoeming van Heeresgruppe A in Heeresgruppe Süd op 22 juni 1941 nam zij deel aan Operatie Barbarossa, de inval in Sovjet-Unie. Hun doel was Kiev. Ter voorbereiding van het Duitse zomeroffensief werd ze gesplitst in Heeresgruppe A en Heeresgruppe B.

### 12 februari 1943 - 4 april 1944
Na de val van het 6. Armee in Stalingrad begin 1943 werd Heeresgruppe Don hernoemd in een 3e Heeresgruppe Süd en was zij betrokken bij de tankslag in Koersk in juli 1943, waarbij ze uiteindelijk verloren van het Rode Leger. Vanaf dat moment werden ze in het defensief gebracht en moesten ze zich terugtrekken. Op 4 april werd ze hernoemd in Heeresgruppe Nordukraine.

### 23 september 1944 - 2 april 1945
In september 1944 werd Heeresgruppe Südukraine in Oost-Hongarije omgedoopt tot Heeresgruppe Süd. Tot maart 1945 streed ze in West-Hongarije tot ze werd teruggedrongen naar Oostenrijk. Daar werd ze in april-mei 1945 hernoemd in Heeresgruppe Ostmark tot het einde van de Tweede Wereldoorlog. De daadwerkelijke hernoemingsdatum is niet meer te achterhalen omdat de bondsarchief met betrekking tot Heeresgruppen in de Tweede Wereldoorlog tot maart 1945 bijgewerkt is.

## Commando[1]
| Rang                   | Naam                 | Begin             | Eind             | Opmerking |
| ---------------------- | -------------------- | ----------------- | ---------------- | --- |
| Generalfeldmarschall   | Gerd von Rundstedt   | 1 september 1939  | 15 oktober 1939  | |
|                        |                      | 15 oktober 1939   |                  | Naamswijziging in Heeresgruppe A. |
|                        |                      | Juni 1941         |                  | Hervormd. |
| Generalfeldmarschall   | Gerd von Rundsted    | 10 juni 1941      | 1 december 1941  | Ontslag aangeboden nadat Hitler een bevel tot plaatselijke terugtrekking gegeven door Rundstedt introk. |
| Generalfeldmarschall   | Walter von Reichenau | 1 december 1941   | 16 januari 1942  | Kreeg een beroerte. Op 17 januari kreeg hij ook een hartaanval waaraan hij diezelfde dag overleed. |
| Generalfeldmarschall   | Fedor von Bock       | 16 januari 1942   | 13 juli 1942     | Ontheven van commando door Hitler. |
|                        |                      |                   |                  | Gesplitst in Heeresgruppen A en B. |
|                        |                      |                   |                  | Gehergroepeerd vanuit Heeresgruppe Don. |
| Generalfeldmarschall   | Erich von Manstein   | 12 februari 1943  | 31 maart 1944    | Ontheven van commando door Hitler na een discussie over het geven van bevel tot uitbraak aan het omsingelde 1ste Pantserleger. (Hitler gaf alsnog toestemming voor de poging tot uitbraak.) Hierna werd Heeresgruppe Süd omgedoopt tot Heeresgruppe Nordukraine. |
| Generalfeldmarschall   | Walter Model         | 31 maart 1944     | 4 april 1944     | |
|                        |                      | 4 april 1944      |                  | Naamswijziging in Heeresgruppe Nordukraine. |
|                        |                      | September 1944    |                  | Hervormd in Heeresgruppe Südukraine. |
| Generaloberst          | Johannes Frießner    | 23 september 1944 | 28 december 1944 | Ontheven van commando na het succes van de Russen. |
| General der Infanterie | Otto Wöhler          | 28 december 1944  | 25 maart 1945    | Zonder duidelijke reden ontheven van commando toen Heeresgruppe Süd tot Heeresgruppe Ostmark omgedoopt werd. |
| Generaloberst          | Lothar Rendulic      | 25 maart 1945     | 2 april 1945     | |
| General der Infanterie | Friedrich Schulz     | 2 april 1945      | 8 mei 1945       | |

## Eenheden
| Periode        | Eenheden                                                                                      |
| September 1939 | 8. Armee, 10. Armee, 14. Armee                                                                |
| Juni 1941      | 6. Armee, Panzergruppe 1, 17. Armee, 11. Armee                                                |
| Februari 1942  | 2. Armee, 6. Armee, Armeegruppe von Kleist, 11. Armee                                         |
| Juni 1942      | 2. Armee, 6. Armee, 1. Panzerarmee, 17. Armee, Gruppe v. Wietersheim, 11. Armee               |
| Juli 1942      | Armeegruppe von Weichs, 6. Armee, 1. Panzerarmee, 17. Armee, Gruppe v. Wietersheim, 11. Armee |
| Maart 1943     | Armee-Abteilung Kempf, 4. Panzerarmee, 1. Panzerarmee, Armee-Abteilung Hollidt                |
| April 1943     | Armee-Abteilung Kempf, 6. Armee, 1. Panzerarmee, 4. Panzerarmee                               |
| Juli 1943      | Armee-Abteilung Kempf, 6. Armee, 8. Armee, 1. Panzerarmee                                     |
| September 1943 | 4. Panzerarmee, 8. Armee, 1. Panzerarmee, 6. Armee                                            |
| Oktober 1943   | 4. Panzerarmee, 8. Armee, 1. Panzerarmee                                                      |
| November 1943  | 4. Panzerarmee, 8. Armee, 1. Panzerarmee                                                      |
| Januari 1944   | 4. Panzerarmee, 8. Armee, 6. Armee, 1. Panzerarmee                                            |
| Februari 1944  | 4. Panzerarmee, 1. Panzerarmee, 8. Armee, 6. Armee                                            |
| Oktober 1944   | Armeegruppe Wöhler, 6. Armee, 3e Hongaarse Leger                                              |
| November 1944  | Armeegruppe Wöhler, Armeegruppe Fretter-Pico, 2e Hongaarse Leger                              |
| December 1944  | Armeegruppe Wöhler, 6. Armee, 3e Hongaarse Leger                                              |
| Januari 1945   | Armeegruppe Balck, 8. Armee, 2. Panzerarmee                                                   |
| Maart 1945     | 8. Armee, 6. Panzerarmee, 6. Armee, 2. Panzerarmee                                            |

## Veldslagen
september 1939 - oktober 1939'
- Poolse Veldtocht

juni 1941 - juli 1942
- Operatie Barbarossa

september 1944 - april 1945
- Operatie Frühlingserwachen
- Slag om Wenen